# 1241 Dysona
Az 1241 Dysona (ideiglenes jelöléssel 1932 EB1) a Naprendszer kisbolygóövében található aszteroida. Harry Edwin Wood fedezte fel 1932. március 4-én, Johannesburgban.